# Stutfield Peak
Stutfield Peak är en bergstopp i Kanada.   Den ligger i provinsen Alberta, i den centrala delen av landet, 3 100 km väster om huvudstaden Ottawa. Toppen på Stutfield Peak är 3 450 meter över havet.
Terrängen runt Stutfield Peak är huvudsakligen mycket bergig.Trakten runt Stutfield Peak är nära nog obefolkad, med mindre än två invånare per kvadratkilometer.. Det finns inga samhällen i närheten. 
Trakten runt Stutfield Peak är permanent täckt av is och snö.